# Teràpia de shock
Teràpia de shock és un grup de pop-rock català creat l'any 2006 per uns joves de les Preses (la Garrotxa). El grup va agafar un especial renom després de ser la banda sonora de la sèrie de Televisió de Catalunya Polseres vermelles i es va dissoldre en 2016, després d'editar cinc discos.

## Història
Durant l'estiu de l'any 2006 Ferran Massegú, que ja cantava amb un grup d'amics, i Jaume Sucarrats, que tocava la guitarra, es van trobar en diverses ocasions per tocar plegats diverses cançons amb guitarra acústica i veu. Arran d'aquestes trobades van començar a compondre algunes melodies que amb el temps van anar-se convertint en cançons com «Carla» i «Sense tu». Gerard López es va incorporar al grup quan només tenia tretze anys. Setmanes més tard es va incorporar el baixista olotí Albert Parés. El 15 d'agost de 2008, Teràpia de Shock va presentar la cançó «Sense tu» al Concurs de Cançó de Salitja on van ser el grup més votat pel públic assistent que els va atorgar el Premi Popular.
L'any 2008 publiquen Escapa't amb mi, el grup guanya el Premi Enderrock al millor Grup Revelació, que van rebre el 19 de febrer a l'acte que es va fer a la Sala Bikini de Barcelona, i fan diversos concerts, entre els quals destaca el del Senglar Rock. El 2009 van obtenir el premi Enderrock al millor lloc web.
Després de dos anys de l'edició del seu disc de presentació Escapa't amb mi, presenten el nou treball Tota la nit. Durant els mesos de novembre i desembre de 2010 el grup porta a terme diferents concerts benèfics a favor de la Marató i del projecte Un nen, un somriure. També actua a la festa dels castellers com a Patrimoni cultural immaterial de la Humanitat. Immersos en les composicions de les seves noves cançons i al mateix temps creant un espectacle per a teatres, Teràpia de shock estrena a Olot amb un espectacle anomenat Teràpia en companyia amb les col·laboracions musicals del pianista Edgar Basiana, i la cantant Paula Arbós, així com del cor juvenil Gaia d'Olot, amb una vintena de veus femenines a l'escenari, sota la direcció artística de Josep Maria Reixach. L'espectacle també el representen al Teatre de Bescanó i a l'Auditori de Girona.
L'any 2011 va suposar la consolidació del grup fruit de la repercussió de la cançó «Sense tu», que formava part de la banda sonora de la sèrie de Televisió de Catalunya Polseres vermelles i van continuar amb les presentacions del darrer disc, amb un concert a la Sala Apolo de Barcelona. El videoclip de la cançó «Sense tu» va superar el milió de visites al portal YouTube, xifra mai aconseguida fins aleshores per cap grup en català.
El 2012 van ser protagonistes de la revista Enderrock del mes de gener i el mes de març es va publicar un llibre sobre el grup.
Després de la gira del seu tercer disc, Que mai no pari (2013), el guitarrista Jaume Sucarrats deixà la banda per dedicar-se a la comunicació audiovisual, i el substituí l'osonenc Guillem Soler (teclats, guitarres i veus). El 2015 van presentar el seu quart treball, 10.000 històries, format per tretze cançons i gravat als estudis 44.1 d'Aiguaviva amb Marc Usano, productor dels seus dos primers discs. El 2016 Teràpia de Shock fa deu anys que el grup es va formar, i per fer una recopilació han fet un disc que hi ha totes les seves cançons més conegudes dels quatre discos que han compost, i per celebrar-ho fan una gira que comença a l'abril i s'acabarà el octubre, i el disc porta una nova cançó que es titula A prop.

## Discografia
| • Teràpia de shock (maqueta) (2007)                                                                                            |
| --- |
| (Barbar) 1. «La soledat» 2. «La taverna» 3. «Les festes del Tura» 4. «Ara» 5. «Pobres i rics» 6. «La nit al bar» 7. «Sense tu» |

| • Escapa't amb mi (2008) |
| --- |
| (RGB Suports) 1. «Compta amb mi» 2. «Princesa» 3. «Només ho saps tu» 4. «Corrupció (Injustícia & Rock'n Roll)» 5. «La soledat» 6. «20 minuts d'espera (Intermission)» 7. «Pobres i rics» 8. «Sense tu» 9. «Ara» 10. «Seguint el vent» 11. «La realitat» |

| • Tota la nit (2010) |
| --- |
| (RGB Suports) 1. «No miris enrere» 2. «Intenta-ho» 3. «Ja es veu venir» 4. «Espera'ma» 5. «A la primavera» 6. «Perduts» 7. «Torna a brillar» 8. «He somiat» 9. «Congelador gegant» 10. «No vull que surti el sol» 11. «Sota els meus peus» 12. «Monòtona del caos» 13. «Tota la nit» |

| • Que mai no pari (2013) |
| --- |
| (Música Global) 1. «Teràpia de shock» 2. «Mira'm» 3. «Parat a mig camí» 4. «Per què ho faria?» 5. «No és massa tard» 6. «San Francisco» 7. «Quan ella balla rock and roll» 8. «Que mai no pari» 9. «Una massa de gent» 10. «Sigui el que sigui» 11. «Tot va tan ràpid» 12. «El show dels horrors» 13. «El circ dels deliris» 14. «La festa de l'àngel» |

| • 100.000 històries (2015) |
| --- |
| (RGB Suports) 1. «La vida és per cantar-la junts» 2. «I jo què?» 3. «Aquí tothom s'estima» 4. «100.000 històries» 5. «Esperança en temps de por» 6. «És la nostra història» 7. «Si som forts» 8. «Good bye» 9. «No teníem pressa» 10. «Quan marxis lluny d'aquí» 11. «El so que mou el món» 12. «Crida!» 13. «Vagis on vagis» |

| • Sense Tu-Without You-Sin Ti (single) (2014)            |
| -------------------------------------------------------- |
| (RGB Suports) 1. «Sense Tu» 2. «Without You» 3. «Sin Ti» |

| • 10 Anys (2016) |
| --- |
| (RGB Suports) 1. «20 minuts d'espera - 10 Anys» 2. «Sense Tu - 10 Anys» 3. «Compta amb mi» 4. «La soledat - 10 Anys» 5. «La realitat - 10 Anys» 6. «Només ho saps tu - 10 Anys» 7. «No miris enrere - 10 Anys» 8. «Tota la nit - 10 Anys» 9. «Ja es veu a venir - 10 Anys» 10. «A la primavera - 10 Anys» 11. «100.000 históries» 12. «És la nostra història» 13. «Si som forts» 14. «A prop» |